# Giuseppe Lovera di Maria
Giuseppe Renato Lovera Di Maria (Nizza Marittima, 19 novembre 1836 – Torino, 19 febbraio 1903) è stato un ammiraglio italiano, particolarmente distintosi nel corso delle guerre d'indipendenza italiane del Risorgimento. Come comandante della pirocorvetta Vettor Pisani, tra il 1871 e il 1873 effettuò la circumnavigazione del globo, un viaggio durato 27 mesi in cui la nave percorse 48 mila miglia, di cui 40 mila a vela, visitando 41 porti. Fu comandante dell'Accademia navale di Livorno tra il 1884 e il 1886, comandante della Divisione d'istruzione nel 1885, comandante del 1º Dipartimento marittimo de La Spezia e tra il 1890 e il 1891 della Squadra Permanente. Venne insignito della Croce di Cavaliere dell'Ordine militare di Savoia e di due medaglie d'argento al valor militare.

## Biografia
Nacque a Nizza Marittima il 19 novembre 1836. Nel corso del 1848 fu ammesso a frequentare la Scuola di Marina di Genova, venendo nominato guardiamarina nel 1853. Partecipò successivamente alla guerra di Crimea tra il 1855 e il 1856, imbarcato sulla corvetta di primo rango Euridice. Nel 1859, con il grado di luogotenente di vascello, prese parte alle operazioni navali nel corso della seconda guerra d'indipendenza italiana contro l'Impero austriaco, venendo decorato con una medaglia d'argento al valor militare. Transitato brevemente in servizio nella marina garibaldina, partecipò, imbarcato sulla corvetta Tukery, al combattimento contro il vascello borbonico Monarca, all'ancora a Castellammare di Stabia, venendo decorato con una seconda medaglia d'argento al valor militare. Nel corso della campagna piemontese in Italia centrale, imbarcato sulla pirofregata Vittorio Emanuele, si distinse nel combattimento di Ancona e quindi nell'assedio di Gaeta, dove fu insignito della Croce di Cavaliere dell'Ordine militare di Savoia. Partecipò alle operazioni navali nel corso della terza guerra d'indipendenza italiana (1866) e poi alle campagne navali d'Africa. Ricoprì l'incarico di docente di arte militare presso la Scuola superiore di guerra di Torino e fu direttore di artiglieria presso il 1° Dipartimento marittimo de La Spezia. Durante questo incarico si distinse per aver realizzato presso le dipendenti officine gli affusti in ferro per le artiglierie imbarcate, ricevendo degli encomi. Promosso capitano di fregata, al comando della pirocorvetta Vettor Pisani tra il 1871 e il 1873 effettuò la circumnavigazione del globo. Divenuto capitano di vascello, tra il 1876 e il 1881 fu comandante delle pirofregate corazzate Venezia e Regina Maria Pia e della nave da battaglia Caio Duilio. Nel 1879 fu tra i membri fondatori dello Yacht Club Italiano. Dal 1878 al 1883 fu 1° Aiutante di campo del capitano di fregata di 2ª classe Tommaso di Savoia Duca di Genova. Promosso contrammiraglio nel 1883, l'anno successivo assunse il comando dell'Accademia navale di Livorno, mantenendolo sino al 1886. Nel 1884 fu insignito della medaglia d'argento di benemerenza per essersi distinto durante una epidemia di colera avvenuta quell'anno. Comandante della Divisione d'istruzione nel 1885, viceammiraglio dal 1888, fu comandante del 1° Dipartimento marittimo de La Spezia e tra il 1890 e il 1891 della Squadra Permanente. Posto in posizione di riserva nel 1891, si spense a Torino il 19 febbraio 1903.

### Annotazioni
1. ↑  Nel 1890 il monastero di San Mamiliano sull'isola di Montecristo fu scelto come bersaglio per esercitazioni militari dalla Regia Marina da lui condotte.

### Fonti
1. 1 2 3 4 5 6 7 8 9  Alberini, Prosperini 2015, p. 308.
2. ↑  Archivio storico fotografico.
3. ↑  Marina Difesa.
4. 1 2 3 4 5 6 7  Alberini, Prosperini 2015, p. 309.
5. ↑  Marcianò 2009, p. 49.
6. ↑  Yacht Club Italiano.
7. ↑  Gazzetta Ufficiale del Regno d'Italia n.266 del 12 novembre 1888, pag.5337.
8. ↑   Ordine militare d'Italia Lovera di Maria, Giuseppe, su quirinale.it, Quirinale. URL consultato l'11 luglio 2021.